# Dhur
Der Dhur Chhu ist ein Fluss im Distrikt Bumthang in Nordostzentral-Bhutan. Er ist der rechte Quellfluss des Menchugang.
Der Dhur Chhu ist etwa 25 km lang. Er vereinigt sich mit dem Ramling zum Menchugang. An der Mündung finden sich mehrere heiße Quellen.
Das Gebiet um den Dhur Chhu ist vor allem mit einem Nadelwald aus Tränen-Kiefern (Pinus wallichiana) bewachsen. Die Gegend ist bekannt für ihre außergewöhnlich reiche Flora. Viele Pflanzen sind in dem schmalen Flusstal endemisch, so zum Beispiel Lilium sherriffiae, eine seltene Lilienart. Eine Art aus der Gattung der Läusekräuter (Pedicularis), Pedicularis dhurensis R. R. Mill, wurde sogar nach dem Fluss benannt.